# Ursus inopinatus
L'orso di MacFarlane è una supposta specie estinta di orso che viveva nei Territori del Nordovest del Canada. Nel 1864, il naturalista Robert MacFarlane acquistò un'«enorme» pelle di colore giallo ed il cranio di un orso dagli inuit. MacFarlane inviò i resti alla Smithsonian Institution, dove vennero messi in un magazzino e presto dimenticati. Finalmente, il dr. Clinton Hart Merriam scoprì questi resti e li riconobbe come appartenenti ad una nuova specie, Ursus inopinatus. Nel 1918, descrisse l'esemplare come una nuova specie di diverso genere, Vetularctos inopinatus, chiamandolo «orso patriarca».
Ad eccezione di alcuni avvistamenti non confermati, l'orso di Macfarlane viene talvolta ritenuto estinto dal momento in cui venne scoperta la sua presenza nel 1864. Vi sono state molte teorie riguardo all'origine dell'orso di MacFarlane, tra cui vi sono l'ipotesi che si sia trattato di un ibrido grizzly-orso polare o perfino un rappresentante sopravvissuto di una specie pleistocenica.
Sappiamo che occasionalmente avvengono delle ibridizzazioni grizzly-orso polare, i cui risultati sono esemplari la cui descrizione combacia molto con quella di questo orso, soprattutto quella della pelliccia ocra chiaro e apparentemente anche quella del cranio dalla strana forma che indusse Merriam a creare un nuovo genere. Nonostante questa sembri essere una spiegazione soddisfacente, non è stata testata accuratamente, dal momento che per lungo tempo non ci sono stati dati disponibili. Ora che abbiamo molti più dati sull'esistenza di questi ibridi, l'analisi del DNA antico e/o lo studio morfologico del cranio possono finalmente risolvere il caso dell'esemplare di MacFarlane. Se risultasse essere un ibrido, il sottogenere (o il genere, se anche l'orso polare venisse considerato distinto) non sarebbe più valido ed il corretto nome scientifico dell'orso di MacFarlane (e di tutti gli altri ibridi orso bruno-orso polare) sarebbe Ursus × inopinatus.